# レイクショア・ウェスト線
レイクショア・ウェスト線（Lakeshore West line）は、GOトランジットの1路線であり、1967年に初のGOトレインの路線として開業した。トロントとハミルトン、ナイアガラフォールズを結ぶ路線である。トロントのGOトランジットの鉄道路線の中では最大の利用客数となっており、2014年の一日利用者数は6万人を数え、年間利用客数は14,849,600人（2010年）となっている。

## 運行本数
2013年にはそれまでの1時間間隔から終日30分間隔での運行に増便された。2015年6月9日にはハミルトンにウェストハーバー駅が開通し、ハミルトン側のターミナルはハミルトン・センター駅との二つの路線に分かれる。ハミルトンまでは朝夕ラッシュ時のみの運行となり、アルダーショット駅とトロントユニオン駅との間は朝夕ラッシュ時は5〜15分間隔、日中は30分間隔での運行となっている。朝夕には急行運転を行っており、エキシビジョン駅〜ポートクレジット駅間は通過し、上下3本の列車はクラークソン駅も通過する。夕ラッシュ時に1本のみ途中駅に停車しないウェストハーバー駅行きの速達列車が運行されている。日中の全列車と朝夕ラッシュ時の一部列車はレイクショア・イースト線と直通運転を行っている。
ナイアガラ・フォールズ駅までは週末も含めて毎日3往復が運行される。

レイクショア・ウェスト線 運行系統図

| 駅                       | ユニオン駅行 | ユニオン駅発 |
| ------------------------ | ------------ | ------------ |
| オークビル駅             | 50           | 50           |
| アルダーショット駅       | 45           | 45           |
| ハミルトン・センター駅   | 4            | 4            |
| ウェストハーバー駅       | 20           | 20           |
| ナイアガラ・フォールズ駅 | 3            | 3            |

## 駅一覧
所在地は基本的に駅名と同じである。
本線
| 駅名                   | 営業キロ | 接続路線、施設                                                                    | 自治体       | 急行 | ナイアガラ行 | 備考               | RER計画 |
| ---------------------- | -------- | --------------------------------------------------------------------------------- | ------------ | ---- | ------------ | ------------------ | ------- |
| ユニオン駅             | 0.0      | ■トロント市地下鉄1号線,■GOトレイン全線 ■ユニオン・ピアソン・エクスプレス, VIA鉄道 | トロント     | ◎    | ◎            |                    | ○       |
| エキシビジョン駅       | 3.2      |                                                                                   | トロント     | ｜   | ◎            |                    | ○       |
| ミミコ駅               | 10.8     |                                                                                   | トロント     | ｜   | ｜           |                    | ○       |
| ロングビーチ駅         | 15.4     |                                                                                   | トロント     | ｜   | ｜           |                    | ○       |
| ポートクレジット駅     | 20.6     |                                                                                   | ミシサガ     | ｜   | ◎            |                    | ○       |
| クラークソン駅         | 26.9     |                                                                                   | ミシサガ     | ▲    | ｜           |                    | ○       |
| オークビル駅           | 34.4     | VIA鉄道                                                                           | オークビル   | ◎    | ◎            |                    | ○       |
| ブロント駅             | 39.8     |                                                                                   | オークビル   | ◎    | ｜           |                    | ○       |
| アップルバイ駅         | 44.9     |                                                                                   | バーリントン | ◎    | ｜           |                    | ○       |
| バーリントン駅         | 51.5     |                                                                                   | バーリントン | ◎    | ◎            |                    | ○       |
| アルダーショット駅     | 55.7     | VIA鉄道                                                                           | バーリントン | ◎    | ｜           |                    | ○       |
| ハミルトン・センター駅 | 63.2     |                                                                                   | ハミルトン   | ◎    | ＝           | 朝夕ラッシュ時のみ |         |

ナイアガラ支線
| 駅名                       | 営業キロ | 接続路線、施設 | 自治体               | 急行 | ナイアガラ行 | 備考               |
| -------------------------- | -------- | -------------- | -------------------- | ---- | ------------ | ------------------ |
| アルダーショット駅         | 55.7     | VIA鉄道        | バーリントン         | ◎    | ◎            |                    |
| ウェストハーバー駅         |          |                | ハミルトン           | ◎    | ｜           | 朝夕ラッシュ時のみ |
| コンフェデレーション駅(仮) |          |                | ハミルトン           | ＝   | ｜           | 2025年開設予定     |
| セント・キャサリン駅       | 111      | VIA鉄道        | セントキャサリンズ   | ＝   | ◎            |                    |
| ナイアガラ・フォールズ駅   | 130      | VIA鉄道        | ナイアガラフォールズ | ＝   | ◎            |                    |

## 将来計画
2024年以降にユニオン駅〜アルダーショット駅間が「GO Regional Express Rail」（RER）として電化され、同区間は15分間隔での運行となり、ハミルトンまでの列車も終日1時間間隔での運行となる予定である。またナイアガラ支線に新駅も計画されている。